# Dzięcioł czarny
Dzięcioł czarny (Dryocopus martius) – gatunek średniej wielkości ptaka z rodziny dzięciołowatych (Picidae), zamieszkujący Eurazję. Nie jest zagrożony.

## Występowanie
Zamieszkuje pas tajgi i lasów mieszanych całej Eurazji. Nie występuje jednak w Wielkiej Brytanii, w przeważającej części Półwyspu Iberyjskiego, Włoch i Grecji. W północnej części areału występowania populacje są częściowo wędrowne – niektóre osobniki w sierpniu i wrześniu kierują się bardziej na południe lub zachód. Wyróżnia się 2 podgatunki:
- D. martius khamensis (Buturlin, 1908) – Tybet i południowo-zachodnie Chiny
- D. martius martius (Linnaeus, 1758) – Eurazja od Europy Zachodniej aż po Kamczatkę i Japonię

W Polsce rozpowszechniony w całym kraju, ale to nieliczny ptak lęgowy; lokalnie bywa średnio liczny. W Europie Środkowej to ptak osiadły.

## Charakterystyka

### Wygląd zewnętrzny
To największy europejski gatunek z rodziny dzięciołowatych, chociaż jednocześnie najskromniej ubarwiony. Słabo zaznaczony dymorfizm płciowy – jednolicie czarne samce są nieco większe od samic, posiadają także charakterystyczną, czerwoną „czapeczkę” od czoła do karku – samice mają jedynie wąską czerwoną przepaskę na potylicy. Ubarwienie czarne, z połyskiem na grzbiecie, a od spodu matowe. Na brzuchu może być ciemnoszary. Osobniki młodociane jaśniejsze (z brązowym odcieniem) od dorosłych – czarne połyskliwe pióra wyrastają im dopiero w drugim roku życia. Nawet u młodych ptaków można rozróżnić płeć, bo u samców widać już wtedy więcej czerwonych piór na ciemieniu. Tęczówka osobników dorosłych jaskrawożółta, natomiast młodocianych czarna. Palce są jasnoszare, natomiast pazury nieco ciemniejsze. Jasny dziób ma długość ok. 5 centymetrów i potrafi rozkuwać obumarłe pnie lub głębokie dziury w drewnie. Charakterystyczne, czarne ubarwienie, oraz duże (jak na dzięcioła) rozmiary, czynią dzięcioła czarnego łatwo rozpoznawalnym.
Wśród europejskich dzięciołowatych wyróżnia go charakterystyczny prostoliniowy powolny i nieregularny lot z rzadkimi uderzeniami skrzydeł (jak u sójki), u pozostałych jest on falisty. Pod względem rozmiarów i ubarwienia można go pomylić z czarnowronem, ale różni się od niego dłuższym dziobem i klinowatym ogonem. Jest niewiele mniejszy od gawrona, choć w locie od niego smuklejszy i lata bardziej zakrzywionym torem. Kuje rzadziej niż dzięcioł duży. Po ziemi kroczy niezdarnie.
To ptak płochliwy, trudny do długotrwałej obserwacji, choć łatwy do zidentyfikowania jego obecności, zwłaszcza gdy wylatuje znad drzew na otwarty teren.

### Wymiary średnie
Długość ciałaok. 45–55 cm
Rozpiętość skrzydełok. 67–73 cm
Długość dziobaok. 5 cm

### Masa ciała
ok. 250–370 g

### Długość życia
Dzięcioły czarne żyją maksymalnie ok. 14 lat, jednak często giną szybciej, co jest spowodowane między innymi atakami ptaków drapieżnych jak np. sokołów, jastrzębi czy puchaczy.

Wiek, oprócz różnicy w upierzeniu pomiędzy młodymi i dorosłymi ptakami, rozróżnia się też po czarnym zakończeniu dzioba u dorosłych i żółtawobiałym na całej długości u osobników młodocianych.

### Głos
Jego odgłosy są metaliczne, kwilące i wibrujące. W locie woła głośno i wielokrotnie „kjur-kjur-kjur”, a kiedy siedzi, odzywa się inaczej – daleko niosący się okrzyk „kijaa”. Jego obecność słychać też po głośnym i donośnym bębnieniu w grube i suche konary – u samca 17 uderzeń/sekundę, a u samicy 14–15 uderzeń/sekundę.

## Biotop
Wysokopienne bory iglaste, lasy mieszane, rzadziej lasy liściaste, ale też zadrzewienia i duże parki miejskie. W górach do górnej granicy regla górnego. Na lęgi i noclegi wybiera drzewa o gładkiej korze i łatwym dostępie do pnia, nie zasłoniętego zbytnio przez gęste gałęzie. Dziuple wykuwają zwykle w drzewach o średnicy większej niż 35 cm. W Europie Środkowej znajduje je zwykle w starodrzewiach sosnowych, bukowych lub świerkowych.

## Lęgi

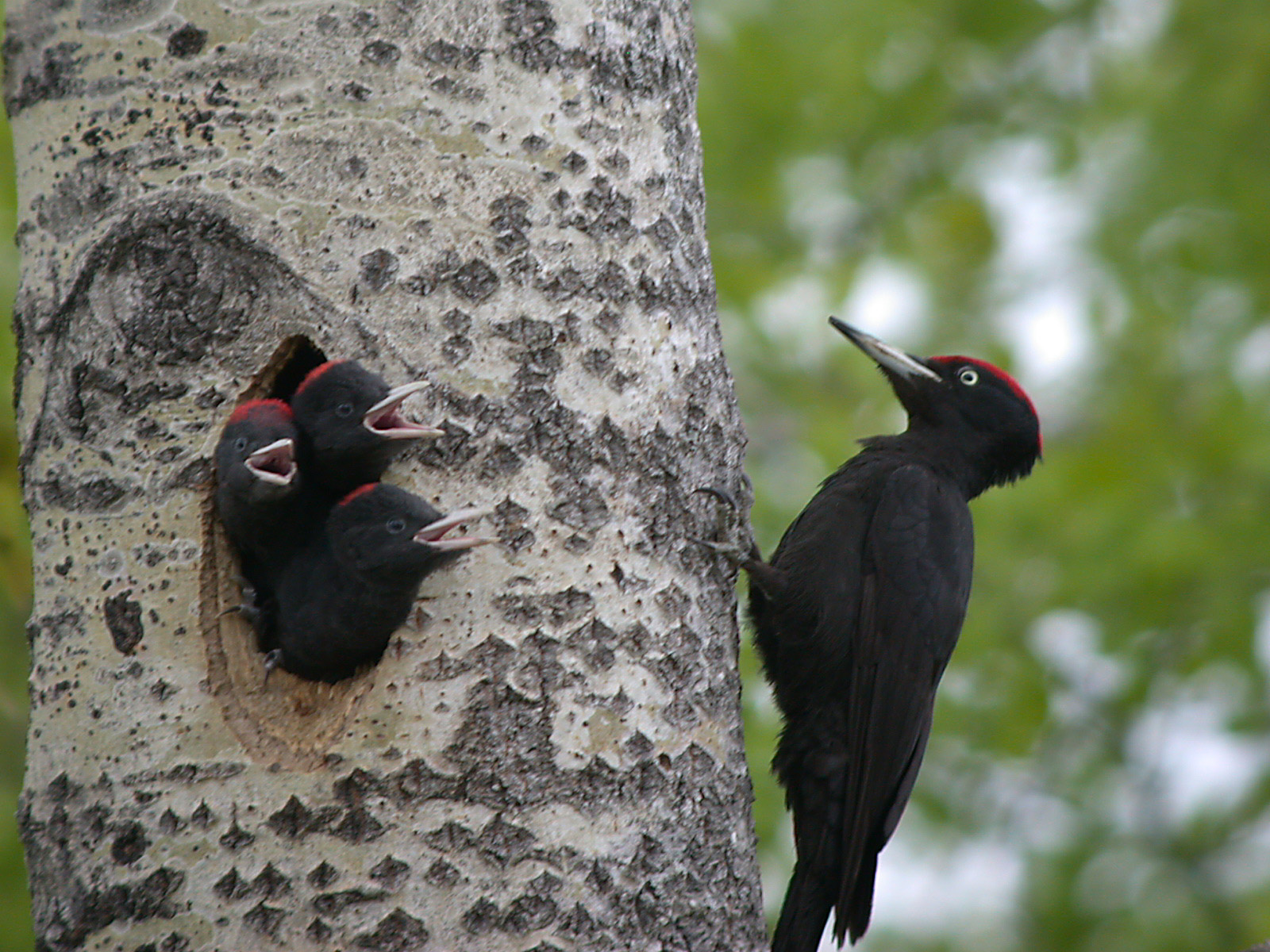
Samiec dzięcioła czarnego przy komorze gniazdowej; najniżej wychylającym się pisklęciem jest samica

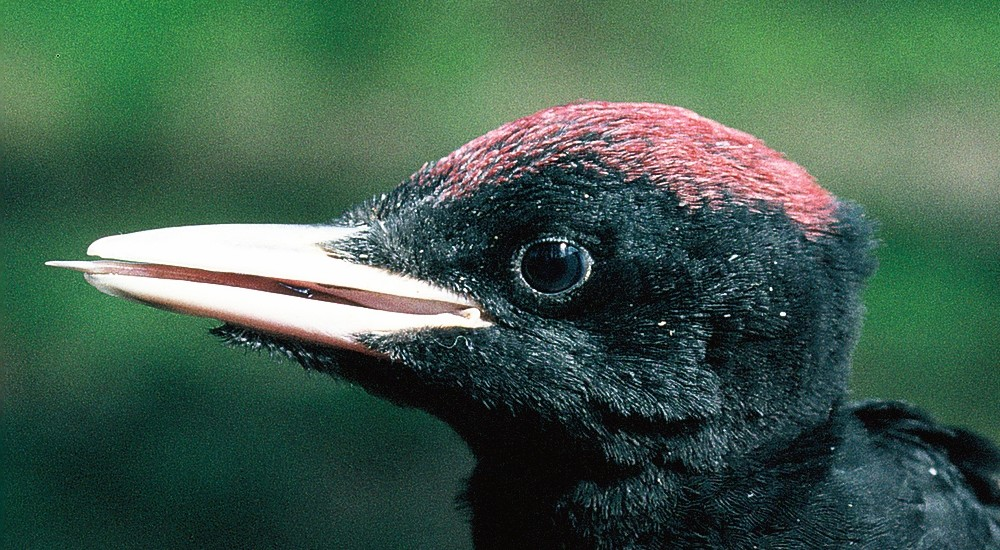
Młody samiec dzięcioła czarnego

Pary są monogamiczne.

### Gniazdo
Kucie w drewnie nie tylko przynosi pokarm, ale i dziuplę do wylęgu. W samodzielnie wykutej, co roku nowej dziupli, która znajduje się zazwyczaj ponad 8 m nad ziemią, ptaki zakładają gniazdo wysłane fragmentami drewna. Ta może być ulokowana w zdrowym drzewie, np. w sośnie, dębie, buku, ale częściej ptak wybiera rośliny uszkodzone, gdzie wykucie wgłębienia nie jest takie pracochłonne. Czynność tę wykonują razem samiec i samica. Wykuwanie dziupli może trwać od 2 do 3 tygodni, w zależności od jakości drewna. Instynkt ten jest na tyle silny, że para lęgowa może wykuć kilka dziupli w okolicy i wybrać na wydanie potomstwa tę, którą uważają za najodpowiedniejszą. Korzysta także ze skrzynek lęgowych, jednak odpowiednie dla niego rzadko są wieszane.
Opuszczone lub niedokończone dziuple wykorzystują gatunki zwierząt, które same nie potrafią ich wykuć, jak gągoł, gołąb siniak, kawka, szpak, włochatka czy kraska, ale też nietoperze, kuny, wiewiórki, osy, szerszenie i dzikie pszczoły. Często występowanie tych gatunków na danym terenie w dużej mierze zależy od obecności dzięcioła czarnego, gdyż jest on najważniejszym zwierzęciem wykuwającym dla nich dziuple. Uważa się, że z działalności tego dzięcioła korzysta kilkadziesiąt gatunków ptaków, ssaków i zwierząt bezkręgowych.

### Jaja

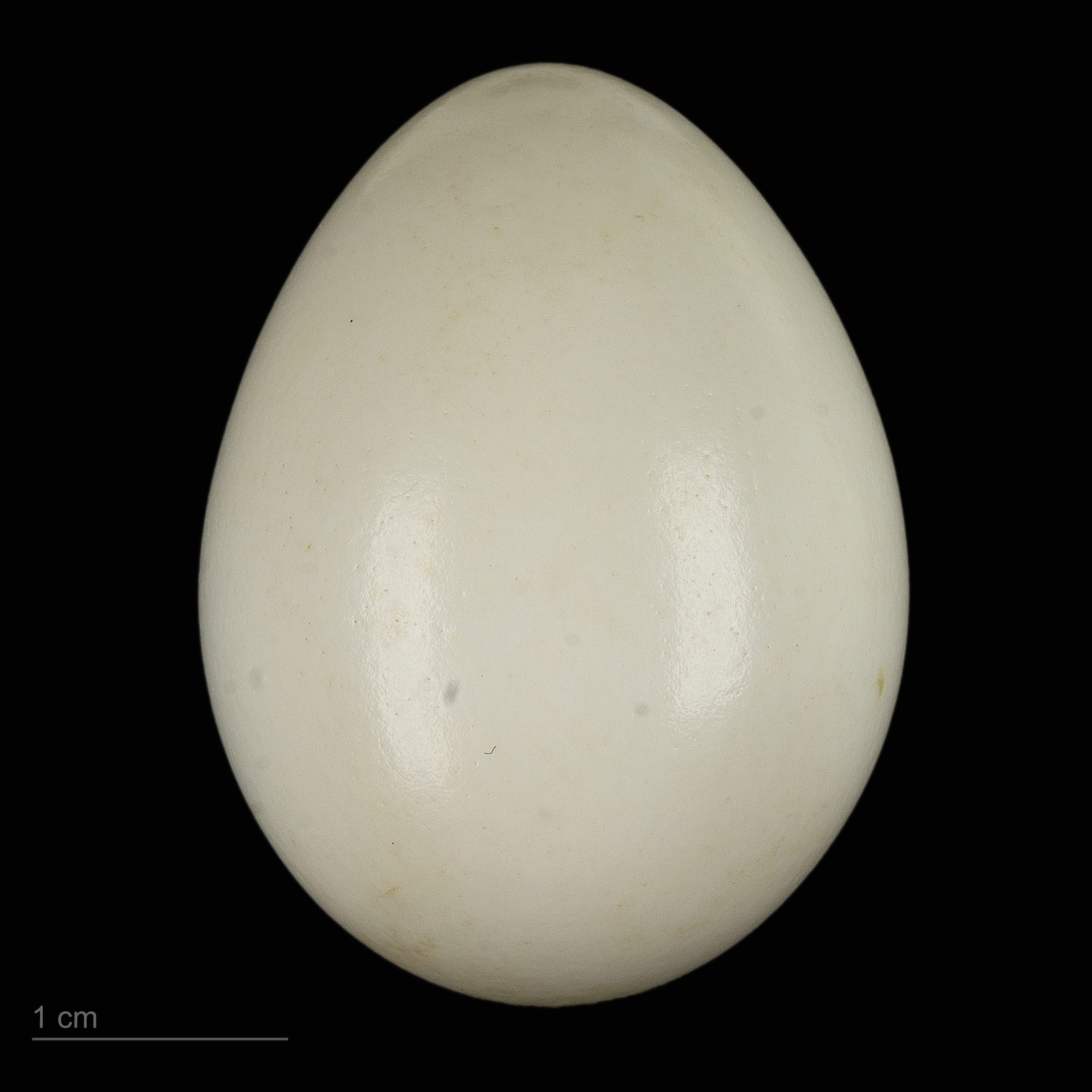
Dryocopus martius pinetorum

Wyprowadza jeden lęg w roku. Samica w kwietniu–maju składa zwykle 4 do 5 białych jaj.

### Wysiadywanie, pisklęta
Jaja wysiadywane są przez okres 12 do 14 dni przez obydwoje rodziców. Po wykluciu młodych karmi je zarówno ojciec, jak i matka. Pisklęta opuszczają gniazdo po 23–28 dniach, lecz jeszcze przez jakiś czas rodzice je dokarmiają.

## Pożywienie

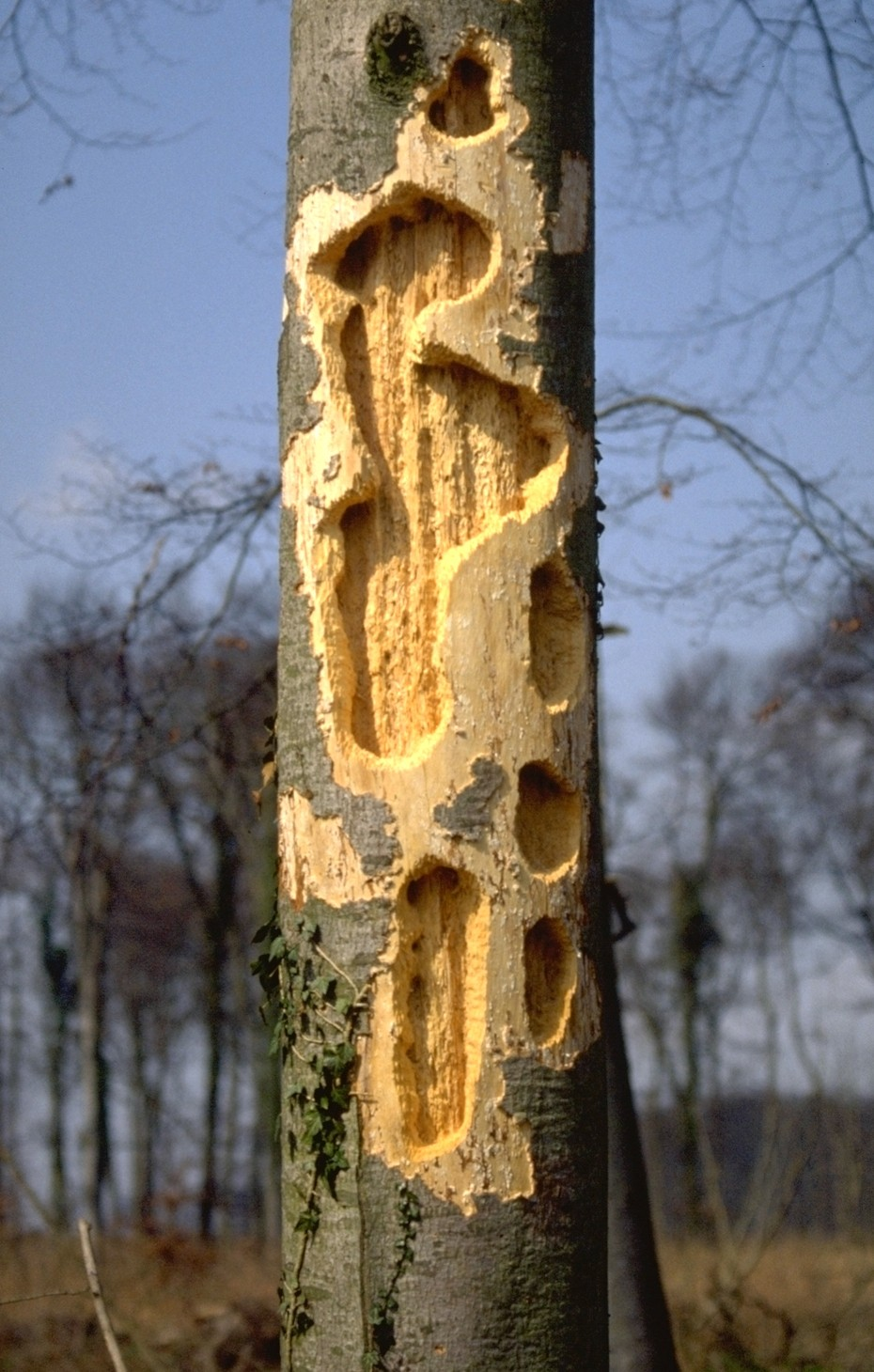
Typowe wielkoobszarowe, często prostokątne, wykucia korowiny dzięcioła czarnego

Owady wydobyte z drewna, szczególnie mrówki i kózkowate oraz inne chrząszcze żyjące w drewnie (larwy i imago). Rzadko mogą żywić się też gąsienicami motyli i mięczakami (ślimaki), a nawet nasionami drzew. Poza tym przylatują na drzewa odwiedzone przez inne dzięciołowate i zlizują wyciekający z nich sok roślinny.
Gdy zlokalizuje owady w korowinie, wydobywa je kilkoma potężnymi uderzeniami dzioba lub z wąskich chodników (mechaniczna wada w drewnie, naruszona przez owady tkanka drzewa) wyciąga je długim językiem, który w przedniej części zaopatrzony jest w zadziorki. Żeruje przeważnie w rozrzedzonych lasach iglastych i mieszanych, gdzie znaleźć może obumarłe lub chore drzewa albo świeże pniaki. Ślady po wykuwaniu i wydobywaniu owadów są bardzo charakterystyczne – całkowicie rozłupane zmurszałe pniaki, mocno okorowane drzewa (duże prostokątne i głębokie dziury), w których pasożytowały owady. W przypadku spróchniałych świerków dziobanie zaczyna się od dołu w górę i przebiega wzdłuż czerwonej zgnilizny, przez co dziury są prostokątne, a szczeliny mogą mieć długość metra. Może też rozkopywać mrowiska.

Dzięcioły czarne zjadają też w komorach gniazdowych owady zamieszkujące drewno (niekoniecznie wewnątrz) – mrówki i chrząszcze.

## Status i ochrona
Międzynarodowa Unia Ochrony Przyrody (IUCN) uznaje dzięcioła czarnego za gatunek najmniejszej troski (LC – Least Concern) nieprzerwanie od 1988 roku. Liczebność światowej populacji zgrubnie szacuje się na 6–10,5 miliona dorosłych osobników. Globalny trend liczebności populacji uznawany jest za wzrostowy.
W Polsce objęty ochroną gatunkową ścisłą. Wymaga ochrony czynnej. Na Czerwonej liście ptaków Polski został sklasyfikowany jako gatunek najmniejszej troski (LC). Według szacunków Monitoringu Pospolitych Ptaków Lęgowych, w latach 2013–2018 populacja dzięcioła czarnego na terenie kraju liczyła 30–45 tysięcy par lęgowych.

## Dzięcioł czarny w kulturze
Ptak w literaturze dziecięcej określany jest czasem jako „lekarz lasu”. Nazwa wzięła się od tego, że dzięcioły czarne bardzo dokładnie oglądają korowinę leśnych drzew w poszukiwaniu najlepszego miejsca dla wydobycia ksylo- i kambiofagicznych owadów. W istocie nie jest to prawda (uszkodzenia obniżają żywotność drzew), a właściwsze byłoby porównanie ich do leśnych architektów, bo decydują one o rozkładzie, wylęgu, noclegowiskach i miejscach zimowania innych dziuplaków, które same nie potrafią wykuwać dziur w drewnie.